# Lew Landau
Lew Dawidowicz Landau (ros. Лев Давидович Ландау, ur. 9 stycznia?/22 stycznia 1908 w Baku, zm. 1 kwietnia 1968 w Moskwie) – radziecki fizyk teoretyk żydowskiego pochodzenia, laureat Nagrody Nobla w dziedzinie fizyki (1962) za sformułowanie teorii przemiany lambda helu, przejścia ze stanu płynnego w nadciekły; znany również ze znaczącego wkładu do teorii nadprzewodnictwa, elektrodynamiki kwantowej, fizyki jądrowej, fizyki cząstek elementarnych, teorii grawitacji.

## Życiorys

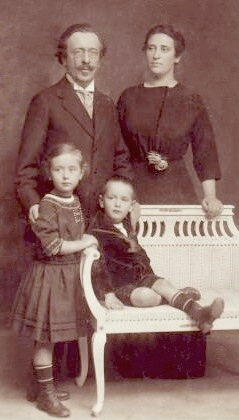
Lew Landau jako dziecko z ojcem, matką i siostrą (1910)

Lew Landau urodził się w Baku, stolicy ówczesnej guberni bakijskiej, w żydowskiej rodzinie pochodzącej z Mohylewa. Ojciec Dawid Landau był inżynierem pracującym na polach naftowych w Baku, matka Ljubow Garkawi (Harkavy-Landau) była fizjolożką i farmakolożką, pracowała jako lekarka i nauczycielka, m.in. w 1. Leningradzkim Instytucie Medycznym im. Iwana Pawłowa. Od 1916 roku uczęszczał do gimnazjum żydowskiego w Baku, w którym jego matka wykładała nauki przyrodnicze, wcześnie wykazywał zdolności matematyczne połączone z uporem i samodzielnością, mając 12 lat opanował różniczkowanie a rok później całkowanie. W 1922 roku rozpoczął studia na wydziałach chemii oraz fizyko-matematycznym Bakijskiego Uniwersytetu Państwowego, za wybitne wyniki w nauce w 1924 roku został przeniesiony na wydział fizyko-matematyczny Leningradzkiego Uniwersytetu Państwowego. Pierwsze publikacje naukowe wydał w latach 1926–1927, w 1927 roku, równolegle z matematykiem Johnem von Neumannem wówczas przebywającym na Uniwersytecie Humboldtów w Berlinie, wprowadził do mechaniki kwantowej pojęcie macierzy gęstości, ukończył studia na katedrze fizyki Uniwersytetu Leningradzkiego, rozpoczął pracę naukową w Leningradzkim Instytucie Fizyko-Technicznym Akademii Nauk ZSRR, wówczas kierowanym przez jego twórcę akademika Abrama Joffe. W latach 1929–1931 podróżował, na Uniwersytecie w Getyndze uczęszczał na seminaria Maksa Borna, na Uniwersytecie Humboldtów w Berlinie spotkał Alberta Einsteina, w niemieckim Lipsku spotkał Wernera Heisenberga, w Cambridge poznał Piotra Kapicę. W Kopenhadze pracował z Nielsem Bohrem, dzięki któremu Fundacja Rockefellera wsparła go po upłynięciu sześciomiesięcznego wsparcia Ludowego Komisariatu Oświaty Rosyjskiej FSRR. W 1931 roku wrócił do Leningradu, tam nie zagrzał miejsca przez nieporozumienia z Abramem Joffe. Rok później przeniósł się do Charkowa, wówczas stolicy radzieckiej Ukrainy, tam kierował działem teoretycznym Ukraińskiego Instytutu Fizyko-Technicznego (UFTI) i katedrą fizyki teoretycznej Charkowskiego Instytutu Inżynierii Mechanicznej, w 1934 roku otrzymał stopień doktora nauk nie mając stopnia kandydata nauk, od 1935 roku wykładał fizykę teoretyczną na Charkowskim Uniwersytecie Państwowym. W 1937 roku przeniósł się do Moskwy, na zaproszenie Piotra Kapicy kierował działem teoretycznym Instytutu Problemów Fizycznych Akademii Nauk ZSRR. 
Gdy NKWD aresztowało i rozstrzelało jego kolegów z UFTI w ramach stalinowskiej Wielkiej Czystki, w 1938 roku Landau, w ramach działania zorganizowanego przez profesora fizyki w Instytucie Problemów Fizycznych Jurija B. Rumera, zredagował ulotkę napisaną przez docenta fizyki Moskiewskiego Państwowego Instytutu Pedagogicznego imienia Andrieja Bubnowa Mojsieja Koreca, potępiającą zbrodnie NKWD i stalinizm oraz nazywającą ówczesnego przywódcę radzieckiego Józefa Stalina faszystowskim dyktatorem, nienawidzącym socjalizmu. Uczeni zostali aresztowani przez radzieckie służby bezpieczeństwa pod zarzutem agitacji antyradzieckiej i osadzeni w moskiewskim więzieniu NKWD Butyrki. Wszyscy trzej stracili pracę, a Landaua usunięto z listy pracowników Instytutu Problemów Fizycznych. Podczas zeznań w NKWD, prawdopodobnie wymuszonych torturami lub ich groźbą, Landau oprócz Koreca i Rumera wskazał też swego przełożonego Kapicę i akademika Nikołaja Siemionowa jako uczestników spisku. Ostatni dwaj uczeni nie zostali pociągnięci do odpowiedzialności, natomiast Korec musiał odbyć pełny wyrok więzienia w Butyrkach a Rumer wykonywać prace przymusowe w państwowej fabryce budowy maszyn Ludowego Komisariatu Przemysłu Ciężkiego ZSRR w Moskwie. Dzięki poparciu Nielsa Bohra i listom Piotra Kapicy do kierownika NKWD Ławrentija Berii, proszącymi o zwolnienie Landaua w zamian za poręczenie o zaprzestaniu przez niego działań kontrrewolucyjnych w Instytucie Problemów Fizycznych i poza jego murami, Beria a za nim kierownictwo NKWD uznali Landaua za wybitnego specjalistę w dziedzinie fizyki teoretycznej mogącego później być przydatnym nauce radzieckiej, wskutek czego po roku osadzenia Landau opuścił Butyrki i otrzymał posadę w Instytucie Problemów Fizycznych.
Świadom ówczesnej sytuacji w ZSRR i realnych zagrożeń, Landau poprawnie i bez przejawu własnej inicjatywy wykonywał zlecone mu zadania. W 1941 roku Kapica wraz z akademikiem Władimirem Fockiem złożyli prośbę do oddziału nauk fizyko-matematycznych Akademii Nauk ZSRR o nadanie Landauowi tytułu członka korespondenta, lecz ten zwyczajowo wymagany staż pominięto i w 1946 roku nadano mu tytuł członka rzeczywistego Akademii Nauk ZSRR. W latach 1943–1947 był profesorem katedry fizyki niskich temperatur wydziału fizycznego Uniwersytetu Moskiewskiego, w latach 1945–1953 był czynnym pracownikiem radzieckiego programu nuklearnego. W 1955 roku podpisał tzw. „List trzystu”, który oceniał stan radzieckiej biologii do połowy lat 50. i krytykował jej ówczesnego lidera Trofima Łysenkę oraz jego pseudonaukę zwaną łysenkizmem. W latach 1955–1968 był profesorem katedry teorii kwantowej i elektrodynamiki wydziału fizycznego Uniwersytetu Moskiewskiego. Został nagrodzony Orderem „Znak Honoru” (1943), Orderem Czerwonego Sztandaru Pracy (1945), nagrodą Stalinowską (1946, 1949, 1953), nagrodą Leninowską (1949, 1962, 1968), tytułem Bohatera Pracy Socjalistycznej (1954), doktoratem honoris causa Uniwersytetu Oksfordzkiego (1956), medalem Maxa Plancka (1960), oraz nagrodą pamięci Fritza Londona (1960). Uzyskał członkostwo Królewskiej Duńskiej Akademii Nauk i Literatury (1951), Królewskiej Holenderskiej Akademii Sztuk i Nauk (1956), Towarzystwa Królewskiego w Londynie (1960), Narodowej Akademii Nauk (1960), Amerykańskiej Akademii Sztuk i Nauk (1960), oraz Niemieckiej Akademii Przyrodników Leopoldina (1964).
W 1962 roku, podczas podróży z Moskwy do Zjednoczonego Instytutu Badań Jądrowych w Dubnej, w samochód Landaua uderzyła ciężarówka. Wskutek licznych złamań, krwotoków oraz urazów głowy zapadł w niemal dwumiesięczną śpiączkę, po powrocie świadomości zaprzestał czynnej kariery naukowej. Nagrodę Nobla w dziedzinie fizyki za rok 1962, pełną i niepodzieloną, uzyskaną dzięki nominacji Wernera Heisenberga, wręczył mu ambasador Szwecji w ZSRR w towarzystwie jego żony, przewodniczącego Akademii Nauk ZSRR Mstisława Kiełdysza oraz akademików radzieckich, m.in. Piotra Kapicy, Igora Tamma i Nikołaja Siemionowa. Nie wygłosił wykładu noblowskiego, podczas uroczystego bankietu w  Sztokholmie w jego imieniu głos zabrał ambasador ZSRR w Szwecji. Lew Landau zmarł kilka dni po operacji przeprowadzonej w celu usunięcia niedrożności jelit, z rozpoznaniem zakrzepicy żyły wrotnej, wskutek niedrożności tętnicy z powodu odłączonego skrzepu krwi. W lipcu 1990 roku, kilka miesięcy przed rozpadem ZSRR, postępowanie karne przeciwko Landauowi zostało oddalone z powodu braku corpus delicti, a tym samym został prawnie zrehabilitowany z oskarżeń NKWD.
W 1937 roku ożenił się w Charkowie z Konkordiją (Korą) Tierientjewną Drobancewą, która w 2002 roku wydała wspomnienia biograficzne wskazujące na poparcie i czynny udział jej męża w rewolucji obyczajowej w ZSRR, spowodowanej ogólnospołecznym sprzeciwem wobec oficjalnej propagandy państwowej czasów stalinowskich. Para miała syna Igora Landaua (1946-2011), również fizyka, który pracował m.in. w CERN w Genewie.

## Działalność naukowa i dydaktyczna
Oprócz teorii Landaua przemiany lambda w teorii nadciekłości helu, zdolności helu II do przepływania niemal bez tarcia przez bardzo wąskie szczeliny zauważonej niezależnie przez Kapicę oraz J.F. Allena i A.D. Misenera w 1938 roku, jego imię noszą też odkrycia i współodkrycia jego oraz jego współpracowników. W szczególności, są to tłumienie Landaua w teorii plazmy, teoria Landaua cieczy Fermiego, teoria Landaua przejść fazowych drugiego rodzaju, biegun Landaua i związany z nim duch Landaua w elektrodynamice kwantowej, równania Landaua dla osobliwości macierzy rozpraszania w fizyce cząstek elementarnych, cechowanie Landaua w teorii nieabelowych pól cechowania, energia swobodna Landaua w mechanice statystycznej, teoria nadprzewodnictwa Ginzburga-Landaua, twierdzenie Landaua-Yanga w kwantowej teorii pola, równanie Landaua-Lifszyca w hydrodynamice, model Landaua-Lifszyca w teorii magnetyzmu ciała stałego, pseudotensor energii-pędu Landaua-Lifszyca w ogólnej teorii względności, teoria turbulencji Landaua-Hopfa w dynamice płynów, zjawisko Landaua-Pomieranczuka-Migdała w fizyce wysokich energii, i wiele innych.
Landau był znanym dydaktykiem fizyki, stworzył schemat kształcenia młodych fizyków nazywany dziś teoretycznym minimum Landaua i składający się z 9 egzaminów teoretycznych - dwóch z matematyki, oraz z mechaniki klasycznej, klasycznej teorii pola (elektrodynamiki klasycznej i teorii grawitacji), nierelatywistycznej mechaniki kwantowej, fizyki statystycznej, mechaniki ośrodków ciągłych, elektrodynamiki ośrodków ciągłych oraz elektrodynamiki kwantowej (w dzisiejszym rozumieniu relatywistycznej mechaniki kwantowej). Stworzył jedną z bardziej znaczących radzieckich i rosyjskich szkół fizyki teoretycznej, a jego uczniami i współpracownikami byli m.in. laureaci Nagrody Nobla w dziedzinie fizyki Witalij Ginzburg i Aleksiej Abrikosow, znani radzieccy i rosyjscy akademicy tacy jak Isaak Pomieranczuk i Lew Pitajewski. Po śmierci Landaua noblistą został też jego przełożony Piotr Kapica. Wspólnie ze współpracownikiem Jewgienijem Lifszycem, również późniejszym akademikiem radzieckim, napisał pierwsze tomy doniosłego kursu fizyki teoretycznej, który dziś jest międzynarodowym standardem akademickim w dziedzinie uniwersyteckiej dydaktyki fizyki. Landau jest również znany jako popularyzator nauki, w szczególności książki napisane z Jurijem Rumerem oraz Aleksandrem Kitajgorodskim, doczekały się licznych tłumaczeń na inne języki. Po śmierci Landaua jego uczniowie i współpracownicy powołali Instytut Fizyki Teoretycznej imienia Lwa D. Landaua Akademii Nauk ZSRR, obecnie Rosyjskiej Akademii Nauk, położony w Czernogołowce nieopodal Moskwy, który zyskał sławę ze względu na swobodę intelektualną, w porównaniu do konkurencyjnych radzieckich i rosyjskich instytucji akademickich, która zaowocowała międzynarodowym rozwojem fizyki teoretycznej. Landau był znany z używania w relacjach zarówno koleżeńskich, jak i rodzinnych pseudonimu Dau, który sam sobie nadał jeszcze w czasach studenckich.
Landau surowo oceniał kolegów nawet w czasie stalinowskiego upolitycznienia nauki radzieckiej. Znany przypadek to Anatolij Własow, który w 1944 roku tuż po uzyskaniu członkostwa Wszechzwiązkowej Komunistycznej Partii (bolszewików) kierowanej przez Stalina otrzymał stanowisko kierownika katedry fizyki teoretycznej wydziału fizycznego Moskiewskiego Uniwersytetu Państwowego. W 1946 roku Landau wraz z Witalijem Ginzburgiem i akademikami Władimirem Fockiem i Michaiłem Leontowiczem na łamach jednego z opiniotwórczych radzieckich czasopism naukowych wytknął Własowowi błędy w obliczeniach matematycznych i założeniach fizycznych jego teorii plazmy. Wynikła nieufność fizyków radzieckich spowodowała zawieszenie kierownictwa Własowa, gdy jego teoria już przynosiła międzynarodową sławę nauce radzieckiej i była już rozwijana poza ZSRR. Kilka miesięcy później Własow odzyskał stanowisko, kierował katedrą aż do śmierci Stalina. Niejasne jest pierwszeństwo tłumienia Landaua, Własow ogłosił, że jest to wniosek z jego teorii i sprzeciwiał się stowarzyszaniu z nim nazwiska Landaua, co wciąż jest popierane przez część fizyków teoretycznych, zarówno w Rosji jak i poza nią.

## Wybrane publikacje
Kurs fizyki teoretycznej, najnowsze tłumaczenie na język polski uporządkowane według rosyjskiej numeracji tomów:
- L. D. Landau, J. M. Lifszyc. Fizyka teoretyczna: Mechanika, tłum. S.L. Bażański, Warszawa: Wydawnictwo Naukowe PWN, 2007
- L. D. Landau, J. M. Lifszyc. Fizyka teoretyczna: Teoria pola, tłum. S.L. Bażański, Warszawa: Wydawnictwo Naukowe PWN, 2009
- L. D. Landau, J. M. Lifszyc. Fizyka teoretyczna: Mechanika kwantowa, teoria nierelatywistyczna, tłum. L. Dobrzański i A. Pindor, Warszawa: Wydawnictwo Naukowe PWN, 2011
- L. D. Landau, J. M. Lifszyc. Fizyka teoretyczna: Elektrodynamika kwantowa, tłum. P. Chankowski, Warszawa: Wydawnictwo Naukowe PWN, 2011
- L. D. Landau, J. M. Lifszyc. Fizyka teoretyczna: Fizyka statystyczna, część 1, tłum. K. Rejmer, Warszawa: Wydawnictwo Naukowe PWN, 2011
- L. D. Landau, J. M. Lifszyc. Fizyka teoretyczna: Hydrodynamika, tłum. P. Kowalczyk i L. Skubiszak, Warszawa: Wydawnictwo Naukowe PWN, 2011
- L. D. Landau, J. M. Lifszyc. Fizyka teoretyczna: Teoria sprężystości, tłum. S. Kłosowicz, Warszawa: Wydawnictwo Naukowe PWN, 2009
- L. D. Landau, J. M. Lifszyc. Fizyka teoretyczna: Elektrodynamika ośrodków ciągłych, tłum. M. E. Florek i R. Podsiadły Warszawa: Wydawnictwo Naukowe PWN, 2011
- L. D. Landau, J. M. Lifszyc. Fizyka teoretyczna: Fizyka statystyczna, część 2 Teoria materii skondensowanej, tłum. K. Rejmer, Warszawa: Wydawnictwo Naukowe PWN, 2011
- L. D. Landau, J. M. Lifszyc. Fizyka teoretyczna: Kinetyka fizyczna, tłum. K. Rejmer, Warszawa: Wydawnictwo Naukowe PWN, 2013

Skrócony kurs fizyki teoretycznej przetłumaczony na język polski:
- L. D. Landau, J. M. Lifszyc. Krótki kurs fizyki teoretycznej, Tom 1 Mechanika, elektrodynamika, tłum. S.L. Bażański i J. Jędrzejewski, wyd. 4, Warszawa: Państwowe Wydawnictwo Naukowe, 1986
- L. D. Landau, J. M. Lifszyc. Krótki kurs fizyki teoretycznej, Tom 2 Mechanika kwantowa, tłum. J. Jędrzejewski, Warszawa: Państwowe Wydawnictwo Naukowe, 1975

Książki popularnonaukowe przetłumaczone na język polski:
- L. Landau, J. Rumer. Co to jest teoria względności, tłum. Z. Przybyłowicz, Warszawa: Wiedza Powszechna, 1962
- L. Landau, A. Kitajgorodski. Fizyka dla wszystkich, tłum. Z. A. Kozłowski, Warszawa: Wiedza Powszechna, 1966

Ponadto, pod redakcją Leopolda Infelda ukazało się tłumaczenie na język polski:
- N. Kryłow, A. Migdał, W. Fock, L. Landau, E. Lifszyc. Zagadnienia filozoficzne fizyki, zeszyt pierwszy: Zagadnienia filozoficzne mechaniki kwantowej, red. L. Infeld, Warszawa: Państwowe Wydawnictwo Naukowe, 1953

Zbiory artykułów naukowych:
- L. D. Landau. Collected Papers of L. D. Landau, edited and with introduction by D. ter Haar, New York-London-Paris: Gordon and Breach, Science Publishers, 1965
- L. D. Landau. Собрание трудов, под редакцией Е. М. Лифшица (Zbiór prac, red. J. M. Lifszyc), 2 tomy, Moskwa: Nauka, 1969

Krytyka prac Anatolija Własowa ukazała się tylko w języku rosyjskim, została pominięta we wszystkich znanych zbiorach artykułów naukowych Landaua:
- W. Ginzburg, L. Landau, M. Leontowicz, W. Fock, О несостоятельности работ А. А. Власова по обобщённой теории плазмы и теории твёрдого тела (O niepowodzeniu prac A. A. Własowa o ogólnej teorii plazmy i teorii ciała stałego), Żurnał Ekspierimentalnoj i Tieoreticzeskoj Fiziki, Tom 16, Numer 3, str. 246-252, 1946